# Uroplatus fimbriatus
Uroplatus fimbriatus és una espècie de sauròpsid (rèptil) escatós de la família dels gecònids que viu a les selves de l'est de Madagascar i a les illes de Nosy Bohara i Nosy Mangabe. Mesuren uns 330 mm i posseeixen uns ulls únics dins del regne animal.